# Filologia e Critica
Filologia e Critica ist eine vier monatlich erscheinende Zeitschrift, die 1976 von Enrico Malato, Bruno Basile, Renzo Bragantini, Roberto Fedi, Matteo Palumbo und Manlio Pastore Stocchi gegründet wurde. Sie wurde vom Verlag Salerno Editrice in Rom herausgegeben. Im Juli 2023 wurden die Zeitschriften des Verlages von der Società editrice il Mulino in Bologna übernommen.
Der Titel der Zeitschrift geht auf einen Aufsatz von Lanfranco Caretti zurück. Wie Malato in der ersten Ausgabe betont, versteht sie Philologie in einem moderneren und umfassenderen Sinn als die vollständige Interpretation und Rekonstruktion eines literarischen Textes. Sie weist auf eine präzise kritische Perspektive hin. Die Zeitschrift gliedert sich in die Rubriken „Dokumente“, „Notizen und Diskussionen“, die sich mit den bibliographischen Berichten in den Rubriken „Rezensionen“, „Kartei“ und „Erhaltene Bücher“ abwechseln, und enthält zahlreiche Aufsätze und Analysen italienischer, meist unveröffentlichter Texte aus allen Jahrhunderten.
Der Essayteil wird ergänzt durch Artikel zu Fragen der Klassifikation, zu Varianten, zu etymologischen, syntaktischen und lexikalischen Problemen eines Textes.
Zahlreiche Wissenschaftler tragen zu dieser Zeitschrift bei, unter anderem Lanfranco Caretti, Maurizio Dardano, Giorgio Petrocchi und Gualberto Alvino.